# Rockpile
I Rockpile sono stati un gruppo rock britannico formato da Dave Edmunds (voce e chitarra),
Nick Lowe (voce, basso e chitarra), Billy Bremner (voce e chitarra) e Terry Williams (batteria).
Sebbene il quartetto abbia registrato materiali per almeno cinque album, a causa di problemi contrattuali soltanto uno (Seconds of Pleasure) fu pubblicato sotto la denominazione della band. Altri tre (Tracks on Wax 4, Repeat When Necessary e Twangin...) furono pubblicati a nome del solo Dave Edmunds mentre Labour of Lust a nome di Nick Lowe. Altri pezzi dei Rockpile si possono trovare su album solisti sia di Dave Edmuns che Nick Lowe.
I Rockpile hanno suonato inoltre su brani registrati da Mickey Jupp nel 1978 e Carlene Carter nel 1980.

## Formazione
- Dave Edmunds – voce e chitarra
- Nick Lowe – voce e basso
- Billy Bremner – voce e chitarra
- Terry Williams – batteria

## Discografia

### In studio
- 1980 – Seconds of Pleasure, F-Beat

### Dal vivo
- 2011 - Live at Montreux, 1980, Eagle Records
- 2013 - Live at Rockpalast, 1980, Repertoire Records
- 2017 - Live at The Palladium, 1979Vogon
- 2020 - Live in New York, 1978, Laser Media
- 2021 - The Boston Show, 1979, Laser Media